# Isaac Bacharach

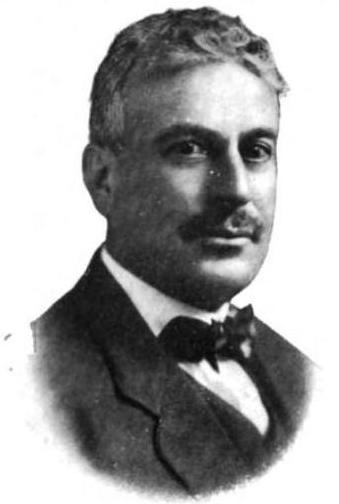
Isaac Bacharach (1870–1956)

Isaac Bacharach (* 5. Januar 1870 in Philadelphia, Pennsylvania; † 5. September 1956 in Atlantic City, New Jersey) war ein US-amerikanischer Politiker. Zwischen 1915 und 1937 vertrat er den Bundesstaat New Jersey im US-Repräsentantenhaus.

## Werdegang
Im Jahr 1881 zog Isaac Bacharach mit seinen Eltern nach Atlantic City, wo er die öffentlichen Schulen besuchte. Später arbeitete er in verschiedenen Bereichen wie der Immobilienbranche, dem Holzhandel und dem Bankgewerbe. Gleichzeitig begann er als Mitglied der Republikanischen Partei eine politische Laufbahn. Zwischen 1905 und 1910 gehörte er dem Stadtrat von Atlantic City an. Im Jahr 1911 wurde er in die New Jersey General Assembly gewählt.
Bei den Kongresswahlen des Jahres 1914 wurde Bacharach im zweiten Wahlbezirk von New Jersey in das US-Repräsentantenhaus in Washington, D.C. gewählt, wo er am 4. März 1915 die Nachfolge des Demokraten J. Thompson Baker antrat. Nach zehn Wiederwahlen konnte er bis zum 3. Januar 1937 elf Legislaturperioden im Kongress absolvieren. In diese Zeit fielen unter anderem der Erste Weltkrieg und die Weltwirtschaftskrise. Während seiner Zeit als Kongressabgeordneter wurden der 18., der 19., der 20. und der 21. Verfassungszusatz ratifiziert. Im Juni 1920 war Bacharach Delegierter zur Republican National Convention in Chicago, auf der Warren G. Harding als Präsidentschaftskandidat nominiert wurde. Seit 1933 wurden viele der New-Deal-Gesetze der Bundesregierung unter Präsident Franklin D. Roosevelt verabschiedet, denen Bacharachs Partei eher ablehnend gegenüberstand.
Im Jahr 1936 unterlag er dem Demokraten Elmer H. Wene. Nach dem Ende seiner Zeit im US-Repräsentantenhaus arbeitete Isaac Bacharach wieder im Immobiliengeschäft in Atlantic City. Er war außerdem im Versicherungswesen tätig. Er starb am 5. September 1956 in Atlantic City und wurde in Philadelphia beigesetzt. Sein jüngerer Bruder Harry war zwischen 1912 und 1935 mehrfach Bürgermeister von Atlantic City.